# 만개의 레시피
만개의 레시피는 주식회사 이지에이치엘디가 제작, 서비스 중인 모바일 애플리케이션이다. PC 사이트에서도 이용할 수 있다.
20만여 개의 레시피와 다양한 요리 노하우가 저장되어 있는 곳.